# Амендолара
Амендола̀ра (на италиански: Amendolara, на местен диалект Minnulàre, Минуларе) е малко градче и община в Южна Италия, провинция Козенца, регион Калабрия. Разположено е на 227 m надморска височина. Населението на общината е 3124 души (към 2012 г.).